# Унгарска хрътка
Унгарската хрътка (на унгарски: Erdélyi Kopó) е порода кучета, произхождаща от Унгария. По времето на Арпадовата династия била създадена породата панонска хрътка, предшественик на унгарската хрътка и унгарската визла. За първи път породата се споменава в унгарски ръкопис от 1273 година. През 19 век породата се разпространила извън Трансилвания и Унгария и се появила и друга разновидност на породата, с къси крака. Късокраката разновидност се използва за лов на малък дивеч, а дългораката – на голям. Днес МФК признава само дългокраата разновидност. Първият породен стандарт е създаден през 1901. В началото на 20 век броят на кучетата започва да се увеличава, но през Първата световна война спада и накрая, през 1947 породата е доведена до почти пълно изтребление. След признаването ѝ през 1968 броят на кучетата отново започва да нараства.
Дългокраките унгарски хрътки са високи между 55 и 65 см и тежат около 25 кг, а късокраките са високи между 45 и 50 см. Имат къса гладка козина, обикновено черно-рижава.